# Cyclosalpa ihlei
Cyclosalpa ihlei är en ryggsträngsdjursart som beskrevs av van Soest 1974. Cyclosalpa ihlei ingår i släktet Cyclosalpa och familjen bandsalper. Inga underarter finns listade i Catalogue of Life.